# Psychologie morale

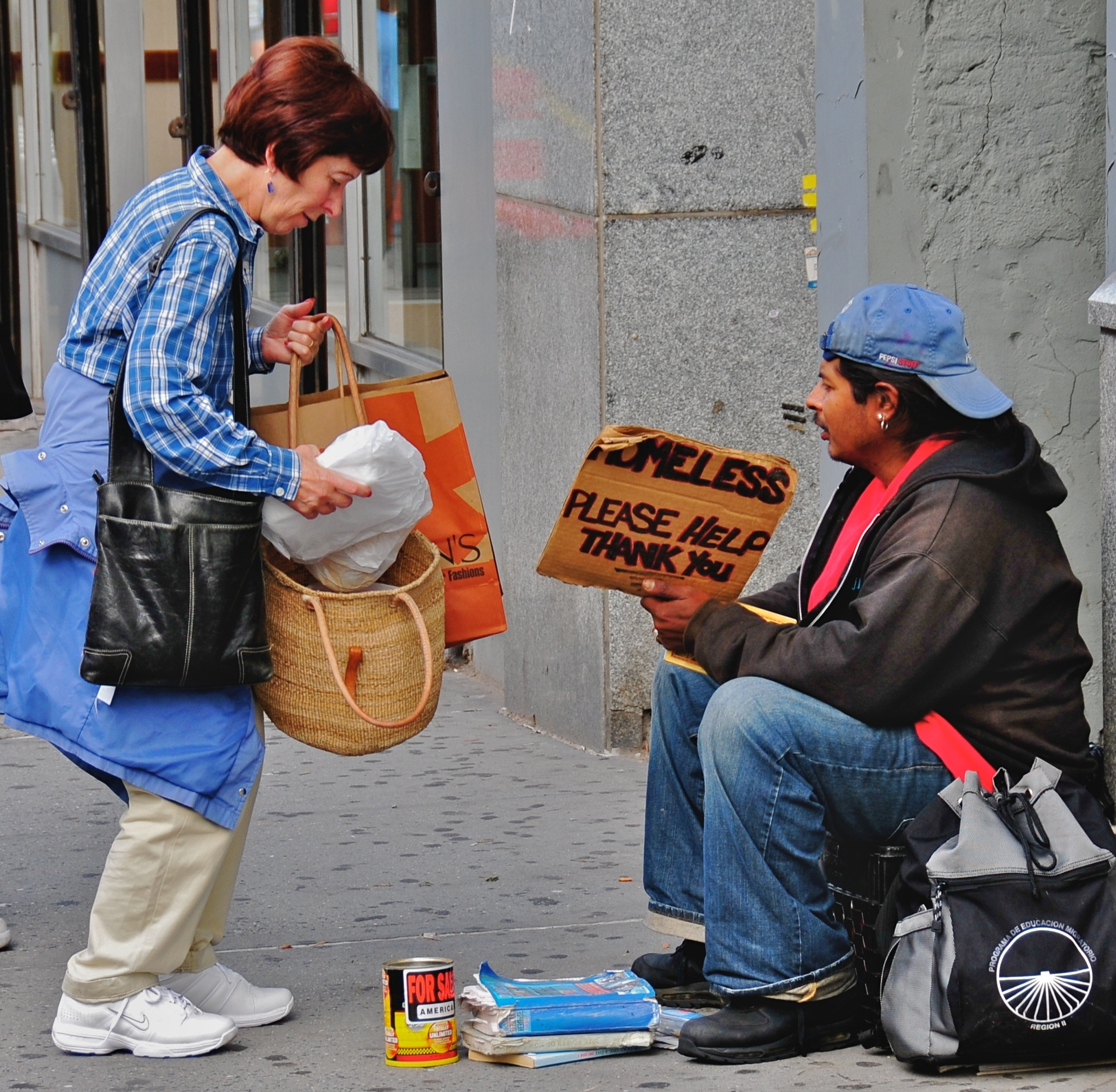
Une femme donnant de la nourriture a un homme sans-abri aux États-Unis.

La psychologie morale est un domaine d'étude qui relève à la fois de la philosophie et de la psychologie : l'expression nord-américaine « social psychology » désigne d'abord[Quand ?] l'étude du développement moral,, et s'est étendue progressivement à des sujets relevant à la fois de l'éthique, de la psychologie et de la philosophie de l'esprit, ; selon le philosophe Florian Cova, elle « peut être définie comme l’étude des processus qui nous conduisent à formuler des jugements moraux, et sa question centrale peut être formulée de la façon suivante : quelles sont les étapes psychologique nécessaires à l’élaboration d’un jugement moral ? »